# Isaak Jolly

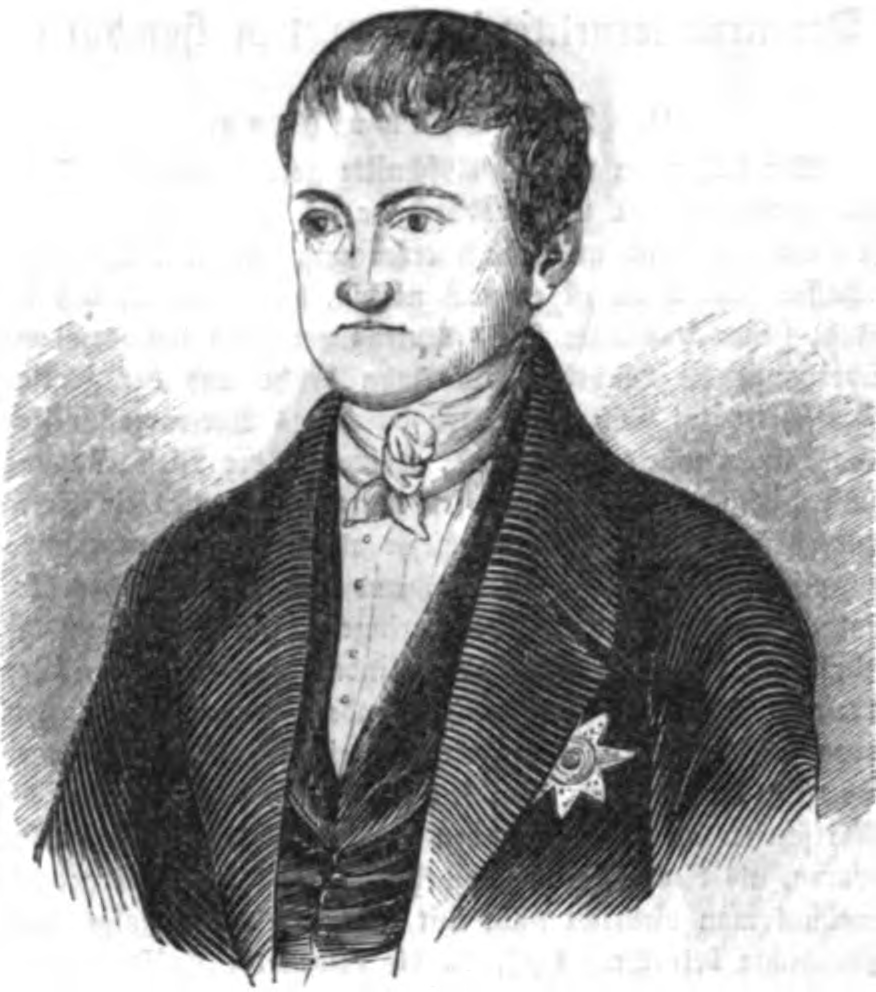
Isaak Jolly, badischer Justizminister, 1845.

 Isaak Jolly (* 12. November 1785 in Mannheim; † 18. Oktober 1852 in Karlsruhe) war ein badischer Beamter und Politiker.

## Herkunft
Isaak Jolly entstammte einer alten Hugenotten-Familie. Sein Vater war Pfarrer der wallonischen Gemeinde in Mannheim, sein älterer Bruder Ludwig Jolly von 1836 bis 1849 Bürgermeister von Mannheim.

## Leben
Jolly widmete sich seit dem sechzehnten Lebensjahr zunächst Studien der Mathematik und der Kameralwissenschaften, ehe er seit 1803 an den Universitäten in Göttingen und später in Heidelberg sechs Jahre Rechtswissenschaften studierte. Im April 1808 übernahm Jolly die ihm von Prorektor Georg Arnold Heise angebotene Stelle eines Universitätssekretärs und ließ sich zum Mitglied des Spruchkollegiums wählen. 1810 wurde er erster Universitätsamtmann der Heidelberger Universität mit den Rechten, wie sie jedem Amtmann in Baden zustanden. 1818 wechselte er zum Hofgericht in Mannheim und wurde 1819 Mitglied des Fiskalrats mit dem Titel eines Regierungsrats. 1821 trat er in die Justizsektion des Staatsministeriums ein und wurde 1822 zum Ministerialrat im Justizdepartement sowie im gleichen Jahr zum Regierungskommissär bei den Ständeverhandlungen ernannt. 1825 erfolgte seine Beförderung zum Geheimen Referendär und 1828 zum geheimen Legationsrat im Ministerium der auswärtigen Angelegenheiten.
Seit 1825 war Jolly Landtagsabgeordneter des 37. Ämterwahlbezirks (Eberbach) in der Zweiten Kammer der Badischen Ständeversammlung und dort vom März 1828 bis 1830 auch Präsident.
1829 wurde ihm der Rang eines Geheimen Rats zweiter Klasse, 1830 Sitz und Stimme im badischen Staatsministerium zuteil. Jolly fungierte 1831 für einige Monate als provisorischer Chef des auswärtigen Departements, also nach heutigem Sprachgebrauch als amtierender badischer Außenminister. Am 3. November 1835 trat Jolly an die Spitze des badischen Justizministeriums, welches er in den folgenden elf Jahren leitete. Seine ganze Kraft verwendete Jolly auf die Modernisierung der badischen Strafgerichtsbarkeit. An die Stelle der seit dem Jahre 1532 gültigen Constitutio Criminalis Carolina sollte das 1845 nach langen und harten Auseinandersetzungen mit den beiden Kammern der Badischen Ständeversammlung verkündete Strafgesetzbuch für das Grossherzogtum Baden treten, welches jedoch erst 1851 in Kraft gesetzt werden konnte. Im Jahr 1845 wurde Jolly zum Geheimen Rat erster Klasse ernannt und trat im April 1847 von seinem Amt an der Spitze des Justizministeriums zurück. Sein Nachfolger wurde Christoph Trefurt.

## Familie
Jolly war mit einer Tochter des Geheimen Hofrats Loschge aus Erlangen verheiratet. Die einzige Tochter aus dieser Verbindung ging die Ehe mit dem späteren badischen Oberstleutnant Bender ein.

## Auszeichnungen
- Großkreuz des Orden vom Zähringer Löwen
- Nach Isaak Jolly ist eine Straße in der Karlsruher Südweststadt benannt.